# Manoir dit des Templiers
Le manoir dit des Templiers ou maison de Champeaux, quelquefois, château de Thoisy-le-Désert, est une ancienne maison forte, située à Thoisy-le-Désert (Côte-d'Or) en Bourgogne-Franche-Comté.
Selon les historiens André Castelot, Max Gallo et Michel Vergé-Franceschi, le jeune Napoléon Bonaparte, alors enfant, est passé dans cette demeure et y a séjourné, hébergé par le comte de Champeaux, environ trois semaines, avant de se rendre à l'école de Brienne.

## Localisation
Le château est situé Grande rue dans le village de Thoisy-le-Désert (Côte-d'Or) en Bourgogne-Franche-Comté.

## Historique
Ce manoir  porte abusivement son appellation. Daté du XVIe siècle, il formait avec deux fermes un ensemble appartenant au comte de Champeaux, d'où son autre vocable. Les dépendances qui jouxtent le bâtiment, contemporaines de celui-ci, ont été remaniées depuis et le bâtiment isolé a été construit vers 1870.

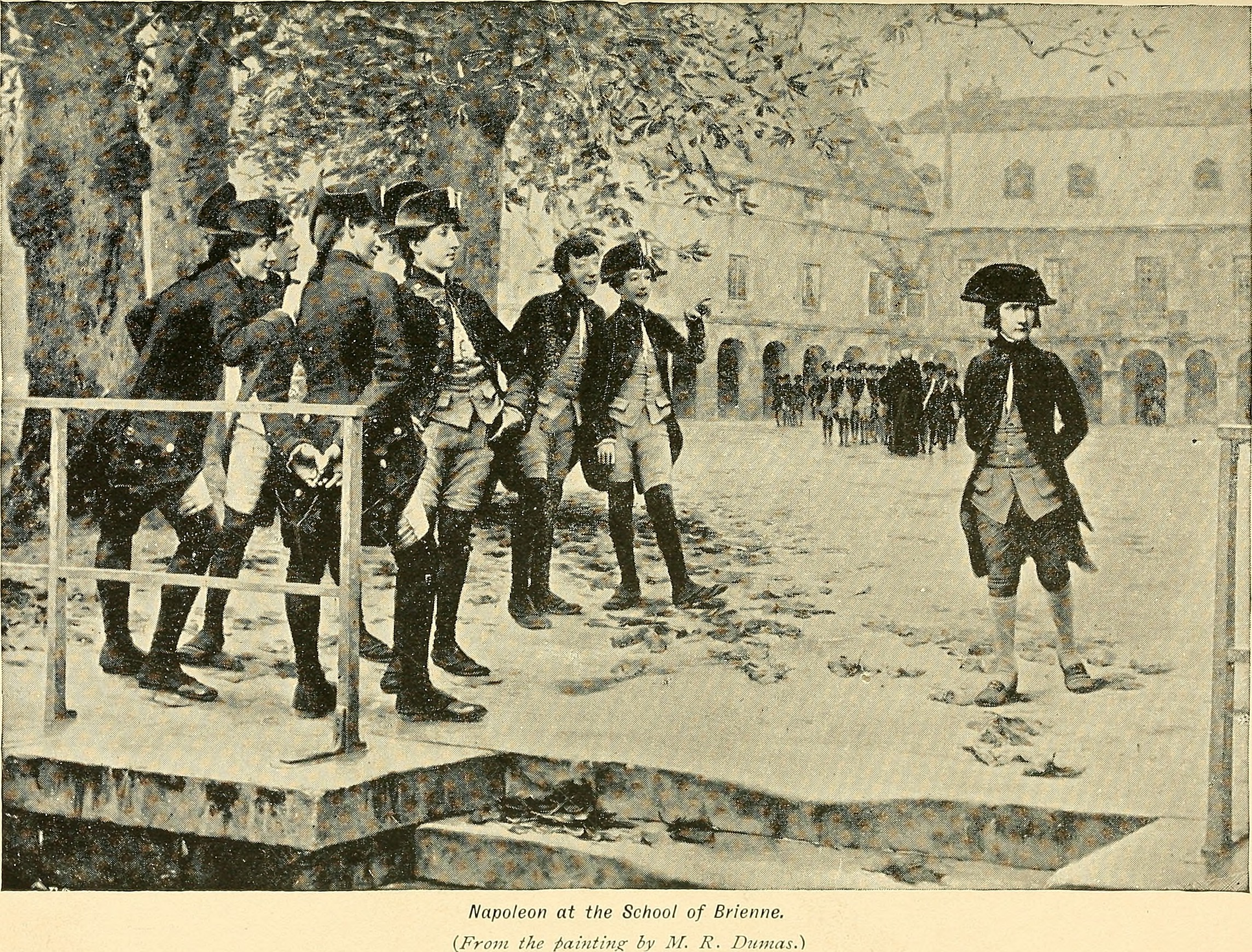
Napoléon Benaparte à l'école militaire de Brienne.

Le 20 avril 1779, Napoléon Bonaparte, alors âgé d'à peine 10 ans, et son frère Joseph, accompagnés par leur père, furent accueillis par le comte de Champeaux et y passèrent au moins une nuit après avoir quitté le collège militaire d'Autun pour se rendre à l'École de Brienne avec le fils du comte. Selon l'historien André Castelot, auteur d'un ouvrage sur Bonaparte, publié en 1967, le futur empereur y résida plusieurs semaines. Ce fait est confirmé par l'historien Max Gallo dans son livre Le chant du départ qui précise en outre qu'au bout d'une période de trois semaines, 
« l’abbé Hemey d’Auberive, grand vicaire de l’évêque de Marbeuf, appelé par M. de Champeaux, malade, vient chercher Napoléon au château de Thoisy-le-Désert pour l’accompagner à Brienne. »
Selon une note intime écrite par la main de Napoléon et évoquée par l'historien  Arthur Chuquet, il se confirme bien que le jeune garçon est parti pour Brienne le 12 mai, ce qui accrédite les thèses de Max Gallo et Alain Castelot indiquant que le futur empereur est resté trois semaines à Thoisy-le-Désert. Selon ce même historien, c'est le troisième fils du comte de Champeaux Jean-Baptiste-Lazare qui fut le condisciple du jeune Napoléon à Brienne.
Le 11 févier 1821, peu de temps avant sa mort sur l'Île de Sainte-Hélène, Napoléon Bonaparte témoignera auprès du général Bertrand, du bon accueil de son hôte. À propos de son séjour au manoir de Thoisy-le-Désert, il déclarera également au sujet de M. Champeau : « C'était un gentihomme d'Autun, un brave homme d'un certain âge qui me traitait comme son fils. »
Le 16 mai 1971, une plaque commémorative évoquant ce séjour est apposée sur la façade du château de Thoisy.

## Architecture
Le logis est composé d'un corps principal avec tourelle d'escalier polygonale en façade et d'une aile en retrait à droite. Le corps principal comprend un rez-de-chaussée sur cave, un étage clairé par deux fenêtres de part et d'autre de la tourelle, et un étage de comble. La tourelle est couverte d'une flèche octogonale. À gauche un ancien colombier de plan carré fait retour sur la façade postérieure. À droite se trouve une tour carrée tronquée, flanquée d'une chambre à four. À gauche du logis, un vaste bâtiment abrite les communs. Un autre bâtiment isolé, compte une grange entre deux étables. Un puits à margelle circulaire se trouve devant le logis[réf. souhaitée].